# Kathedraal van Auxerre

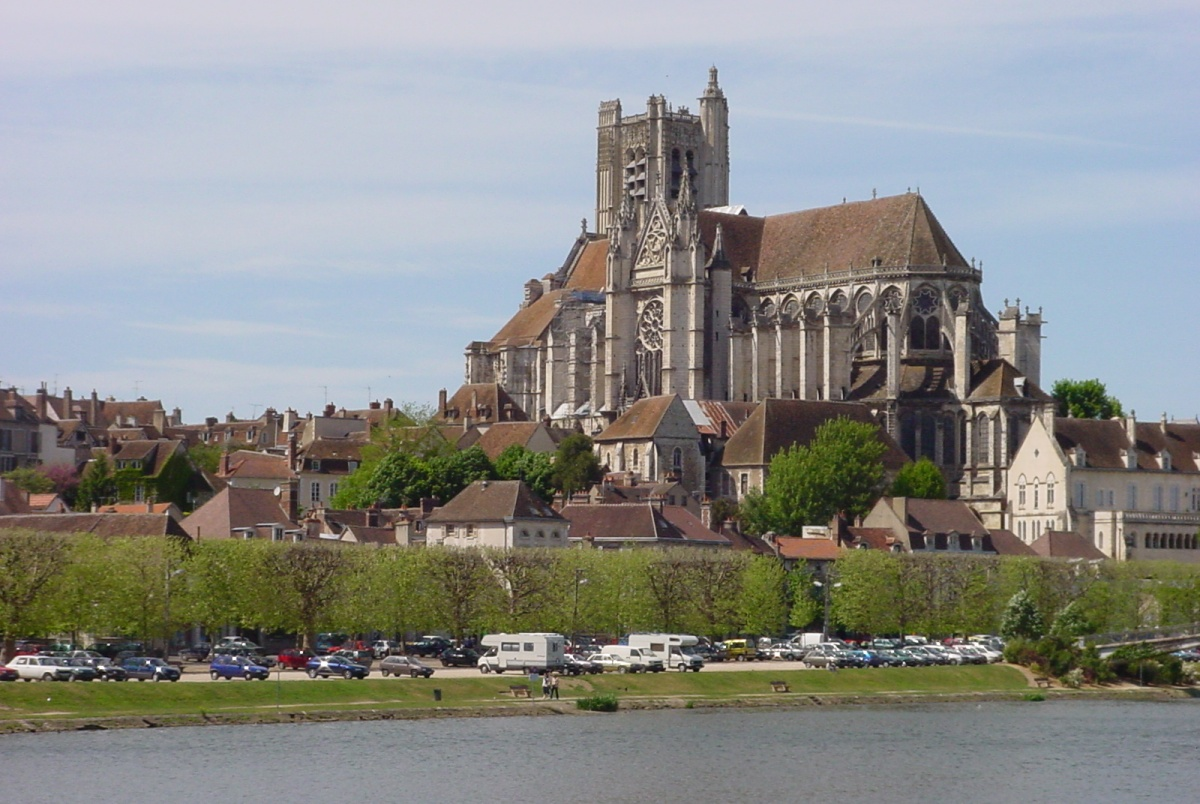
De kathedraal van Auxerre aan de oevers van de Yonne in Auxerre, Bourgogne

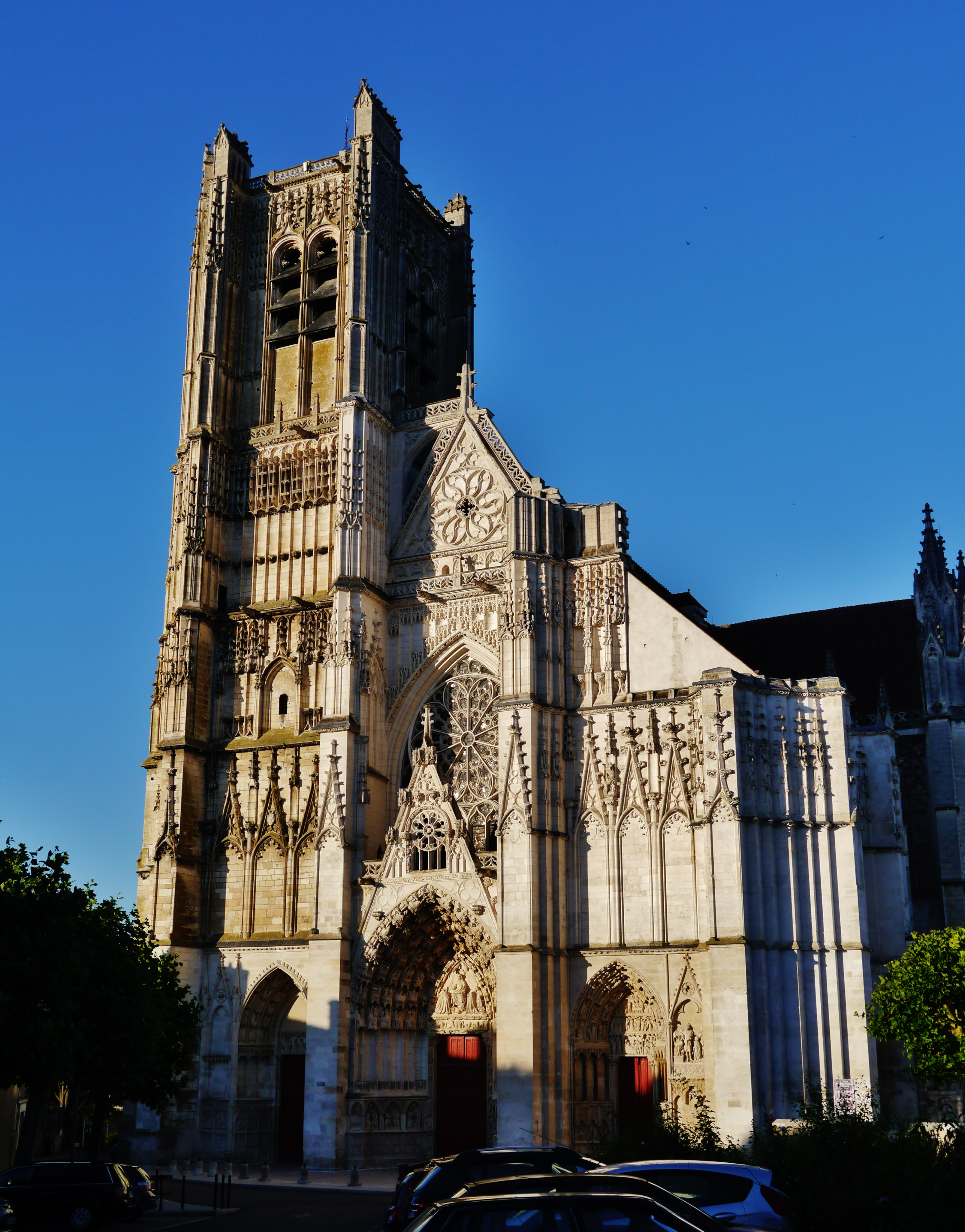
De kathedraal in 2016.

De Kathedraal van Auxerre (in het Frans voluit: Cathédrale Saint-Étienne d'Auxerre) is het belangrijkste religieuze gebouw van de Franse stad Auxerre. De kathedraal is gewijd aan de eerste martelaar Stefanus. De bouw van de kathedraal werd in 1215 aangevat en pas in de 16e eeuw afgewerkt, in gotische stijl.
Het bouwwerk werd als onroerend erfgoed beschermd en kreeg in 1840 de status van Frans monument historique.

## Afmetingen

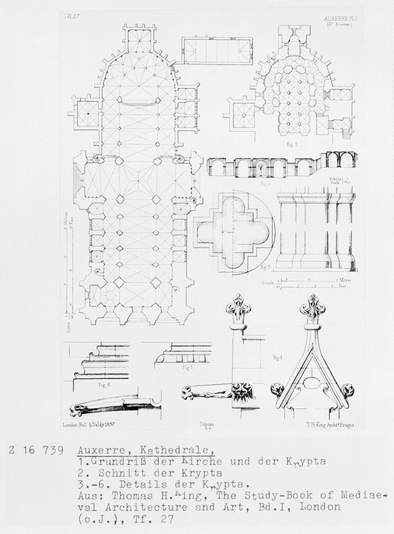
Plattegrond van kerk en crypte uit 1857

De kathedraal heeft een driebeukig schip, een transept en een koor.
- Lengte buitenzijde ca. 100 m
- Lengte binnenzijde 98 m
- Breedte gevel ca. 40 m
- Hoogte noordelijke toren 68 m
- Hoogte tot gewelven in het middenschip en koor 30 m
- Nok van het dak 42 m
- Hoogte tot gewelven van de zijbeuken 13 m
- Breedte middenschip 12 m

## Afbeeldingen

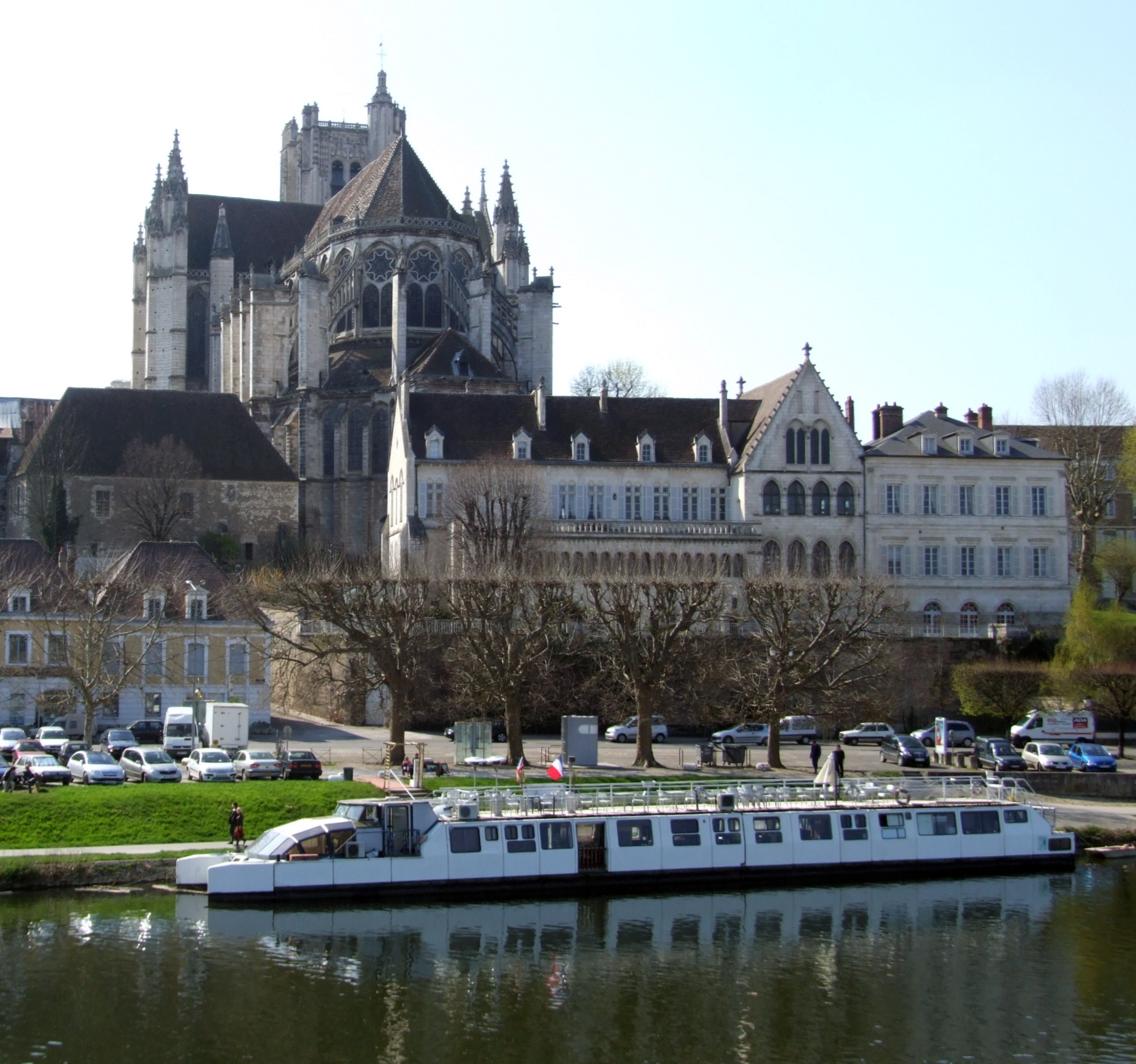
Oostzijde met apsis. Op de voorgrond de Yonne en het voormalig bisschoppelijk paleis van Auxerre met zijn beroemde romaanse galerij.
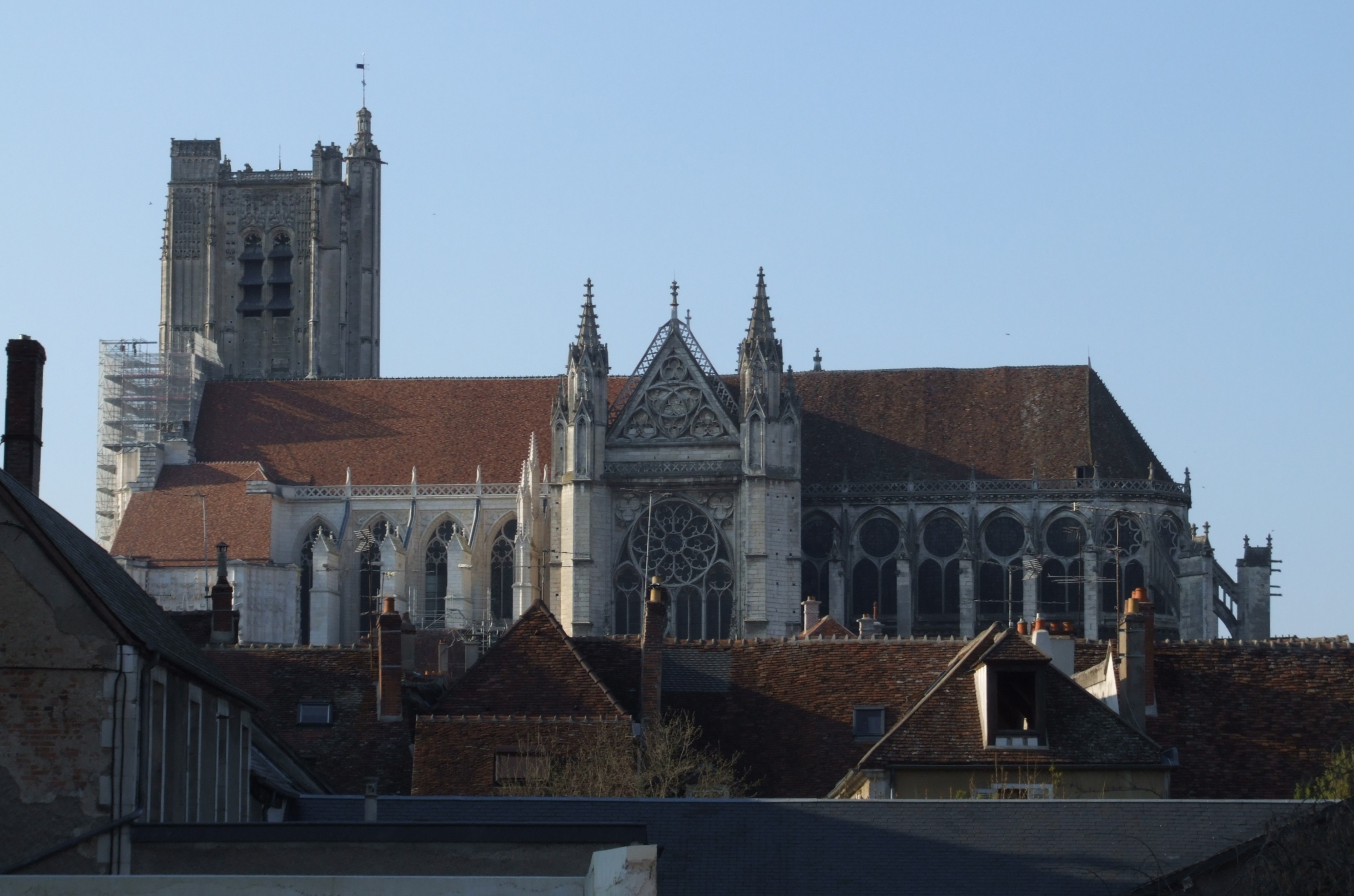
Zuidzijde
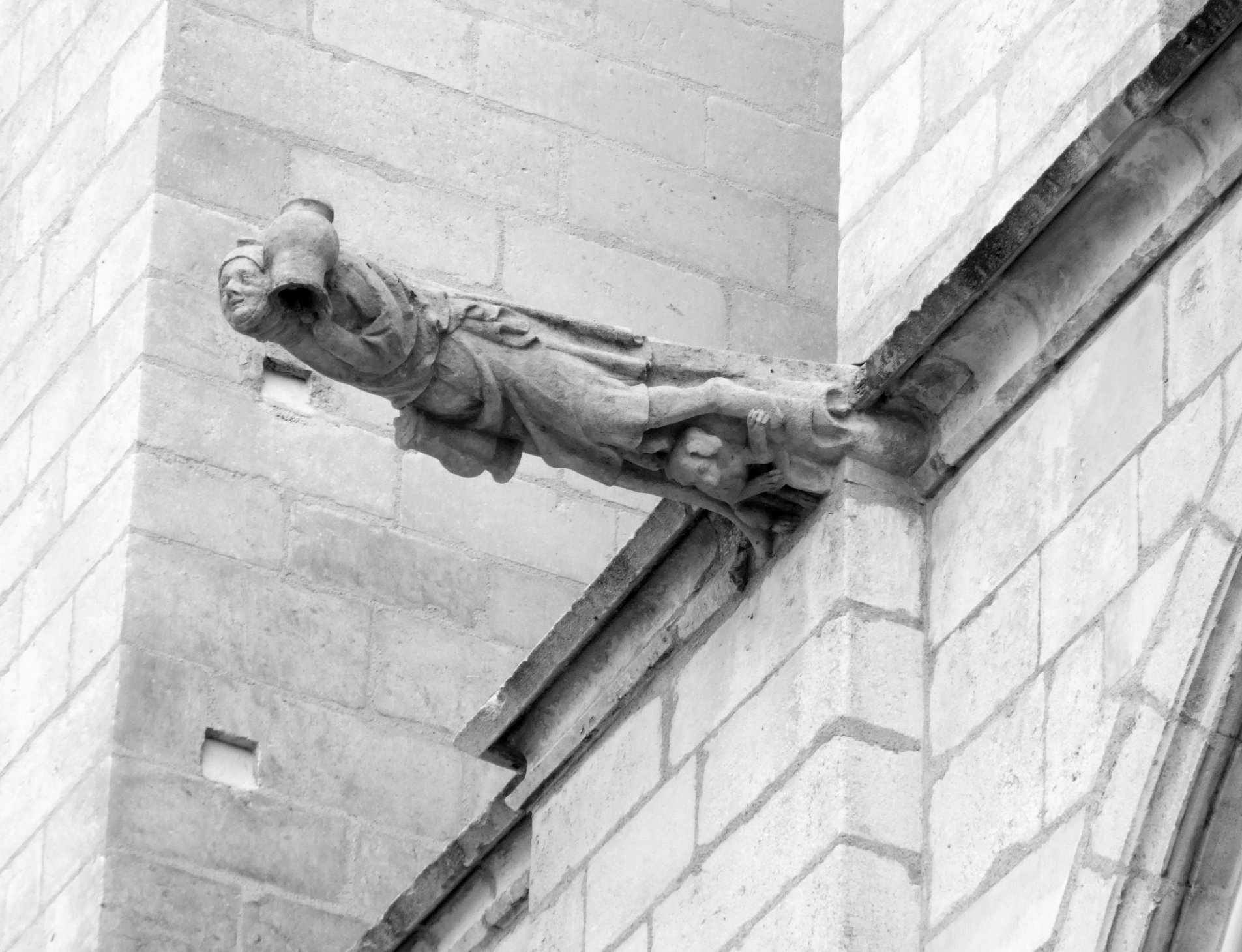
Waterspuwer
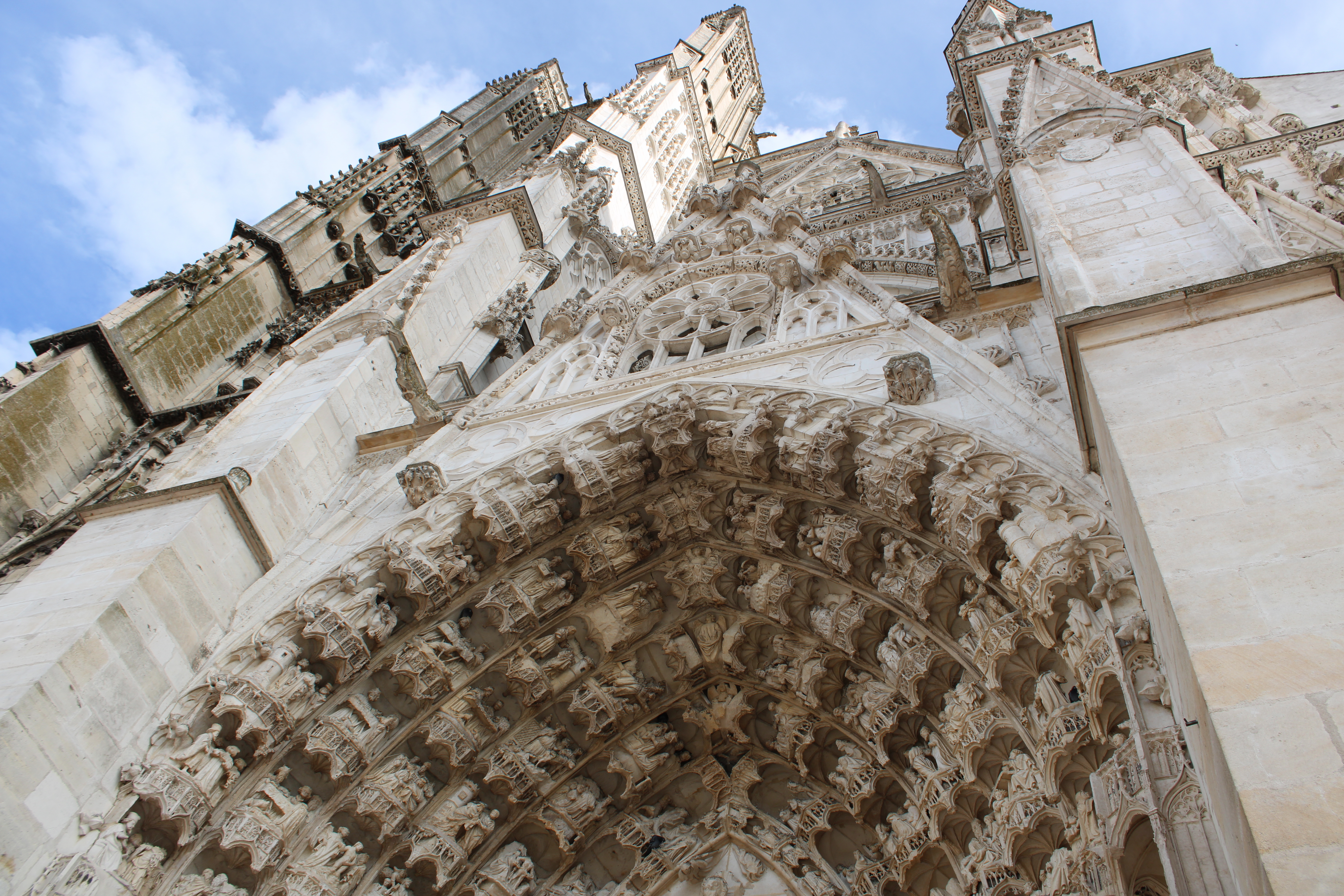

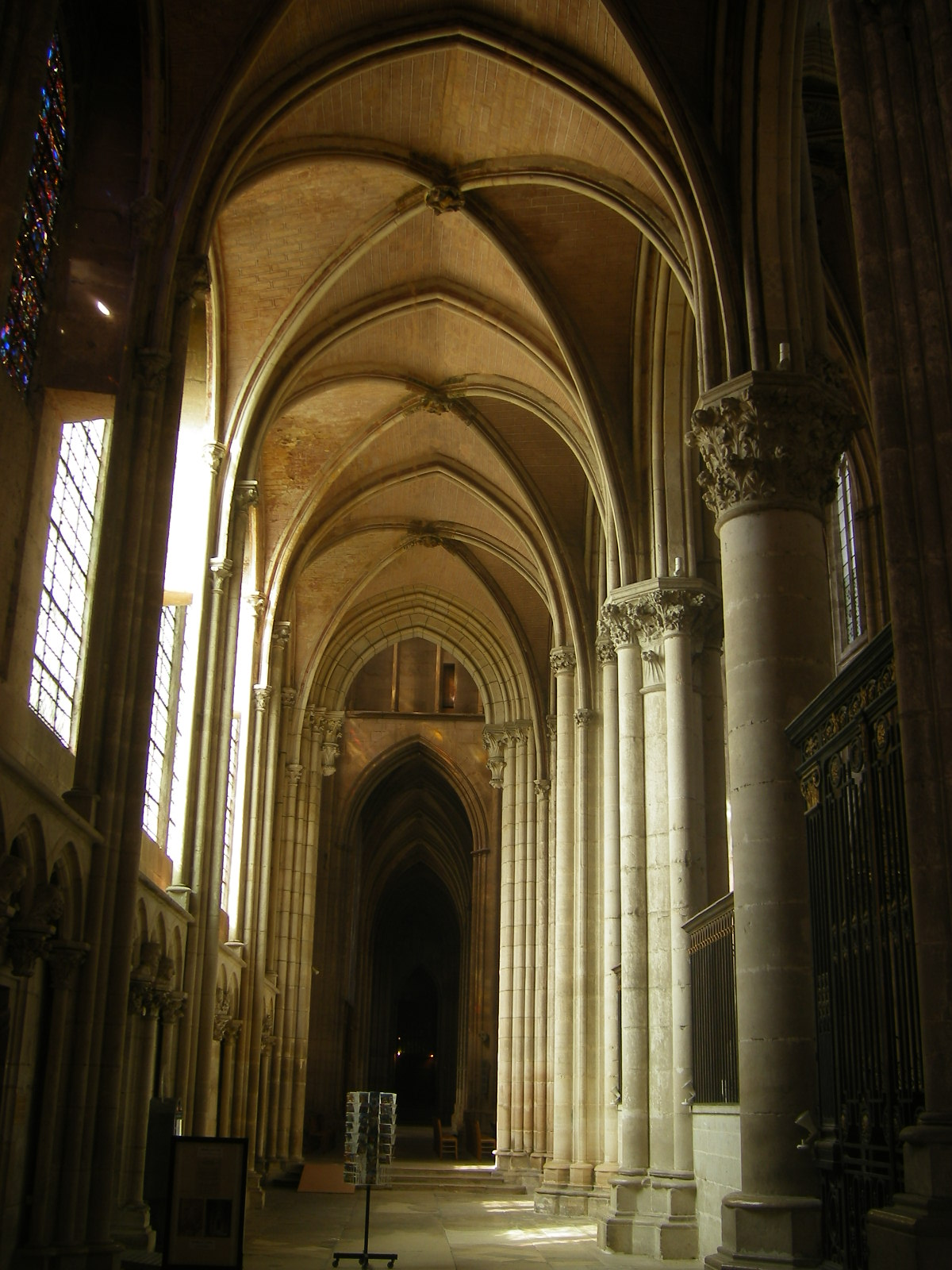
Zuidomgang van het koor, gezien van oost naar west. Achteraan voorbij het transept, de zuidelijke zijbeuk.
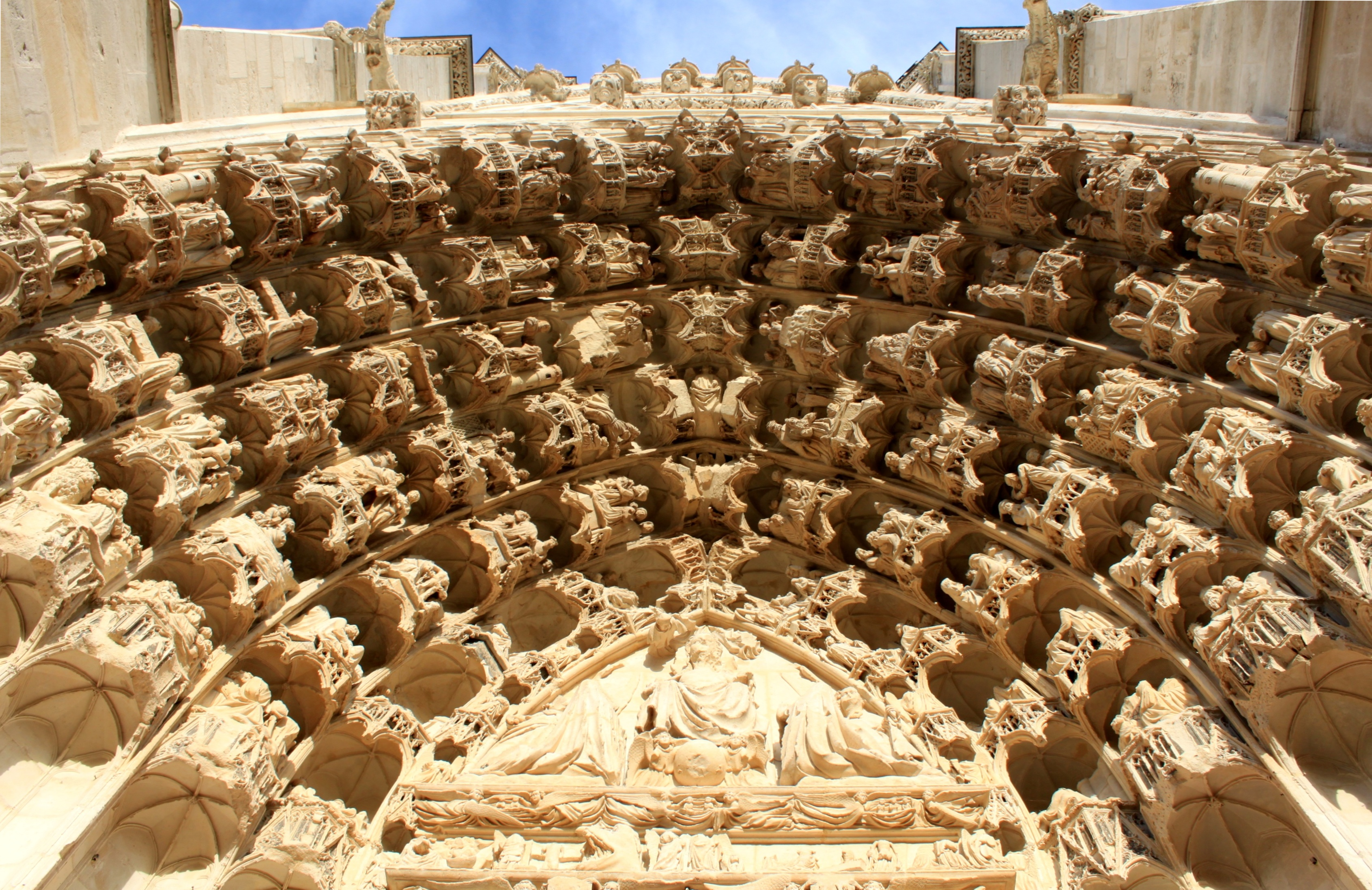
Decoraties centraal portaal westgevel.

Aix · Albi · Amiens · Auch · Auxerre · Bayeux · Bayonne · Beauvais · Béziers · Bordeaux · Bourges · Carcassonne · Châlons · Chartres · Clermont-Ferrand · Dijon · Évreux · Laon · Le Mans · Limoges · Lisieux · Lyon · Meaux · Metz · Nantes · Narbonne · Nevers · Orléans · Parijs · Poitiers · Quimper · Reims · Rodez · Rouen · Sées · Sens · Soissons · Straatsburg · Toul · Toulouse · Tours · Troyes